# Classe Kondor II
La classe Kondor II è stata una classe di dragamine della Volksmarine, la marina militare della Germania Est. La denominazione tedesca era progetto 89.2 per distinguere le unità da quelle del progetto 89.1 (Classe Kondor I secondo la denominazione NATO) più corte di 4 metri.
Il loro progetto venne avviato come Progetto 89 e dopo che nel 1967 era stata avviata la produzione delle unità del progetto 89,1 nel 1968 vennero studiate delle modifiche al progetto che portarono allo sviluppo del progetto 89.2; le unità del tipo Kondor I vennero così convertite in motovedette di altura e prese in carico dalla "Grenzebrigade Küste", la brigata di sorveglianza costiera, mentre i dragamine Kondor II sono entrati in servizio tra il 1971 e il 1973.

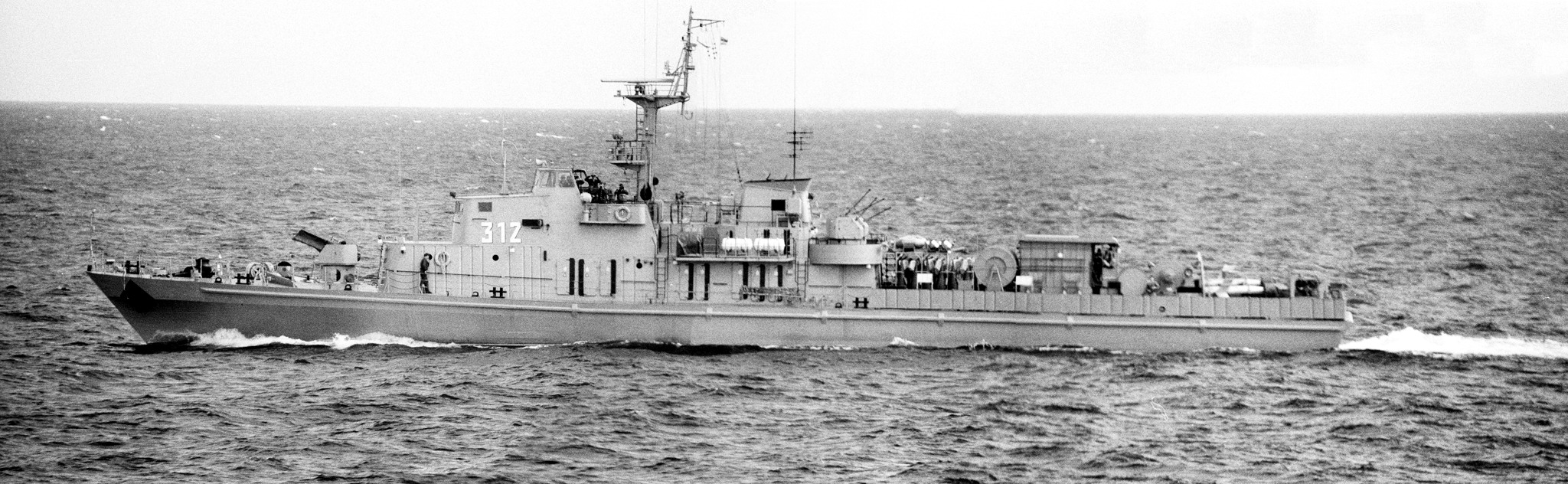
Dragamine tipo Kondor II in navigazione nel Baltico

Le navi avevano uno scafo in acciaio saldato. La propulsione era assicurata da due motori diesel M-40D con una potenza totale di 2942 kW collegati a due eliche e raggiungevano la velocità di circa 20 nodi. L'elettronica era costituita da un radar di navigazione Type 333 e sonar TSR di fabbricazione sovietica del tipo "Lan" (nome in codice "MG-69") per la ricerca attiva. Le navi disponevano anche di sistema di identificazione IFF.
L'armamento principale era costituito da tre mitragliere binate da 25mm tipo 2 M-3, collocate una a prora e due a centro nave lateralmente appena dietro al fumaiolo. Nella zona poppiera erano collocate le guide per la posa di 24 mine o di 24 bombe di profondità. Nella ricerca di mine le navi potevano operare in combinazione con elicotteri Mil Mi-14.
Il progetto della nave idrografica Carl Friedrich Gauß (progetto 136) è stato sviluppato sul progetto 89.2 nel 1975.
Anche il progetto 131 dello yacht di stato "Ostseeland" (Terra del Baltico) è stato sviluppato sul progetto 89.2, con la nave che è stata varata il 30 giugno 1971.
Nessuna di queste navi è più in servizio nella Deutsche Marine. Prima della riunificazione tedesca cinque navi erano andate in disarmo. Le rimanenti sono state demolite o cedute. L'Indonesia ne ha acquistato nove, due sono state vendute alla Lettonia e quattro all'Uruguay. Tra le navi acquistate dalla Marina dell'Uruguay il "Valiente" ex "Eilenburg", che il 5 agosto 2000 è affondato in seguito allo speronamento da parte dal mercantile Skyros battente bandiera panamense. La collisione ha spezzato lo scafo dell'ex dragamine in due tronconi con conseguenze tragiche per l'equipaggio del "Valiente" che ha registrato otto morti e tre dispersi.